# Shinji Jojo
Shinji Jojo (født 28. august 1977) er en tidligere japansk fodboldspiller.
Han har spillet for flere forskellige klubber i sin karriere, herunder Urawa Reds og Shonan Bellmare.